# 15è Festival Internacional de Cinema de Berlín
El 15è Festival Internacional de Cinema de Berlín va tenir lloc entre el 25 de juny i el 6 de juliol de 1965. El festival va arrencar seleccionant els membres del jurat més que no pas els països seleccionats enviessin representants. L'Os d'Or fou atorgat a la pel·lícula francesa Alphaville dirigida per Jean-Luc Godard.

## Jurat
Es va anunciar que el jurat del festival estaria format per les següents persones:
- John Gillett (president)
- Alexander Kluge
- Ely Azeredo
- Monique Berger
- Kyushiro Kusakabe
- Jerry Bresler
- Karena Niehoff
- Hansjürgen Pohland
- Hans-Dieter Roos

## Pel·lícules en competició
Les següents pel·lícules van competir per l'Os d'Or:
| Títol original                 | Director(s)            | País         |
| ------------------------------ | ---------------------- | ------------ |
| Alphaville                     | Jean-Luc Godard        | França       |
| Cat Ballou                     | Elliot Silverstein     | Estats Units |
| Charulata                      | Satyajit Ray           | Índia        |
| El arte de vivir               | Julio Diamante Stihl   | Espanya      |
| Kabe no naka no himegoto       | Kōji Wakamatsu         | Japó         |
| Kungsleden                     | Gunnar Höglund         | Suècia       |
| Kärlek 65                      | Bo Widerberg           | Suècia       |
| Le bonheur                     | Agnès Varda            | França       |
| Pajarito Gómez                 | Rodolfo Kuhn           | Argentina    |
| Repulsion                      | Roman Polanski         | Regne Unit   |
| Shakespeare Wallah             | James Ivory            | Estats Units |
| The Knack ...and How to Get It | Richard Lester         | Regne Unit   |
| Thomas l'imposteur             | Georges Franju         | França       |
| To                             | Palle Kjærulff-Schmidt | Dinamarca    |
| Una bella grinta               | Giuliano Montaldo      | Itàlia       |
| Vereda de Salvação             | Anselmo Duarte         | Brasil       |
| Wälsungenblut                  | Rolf Thiele            | Alemanya     |

## Premis

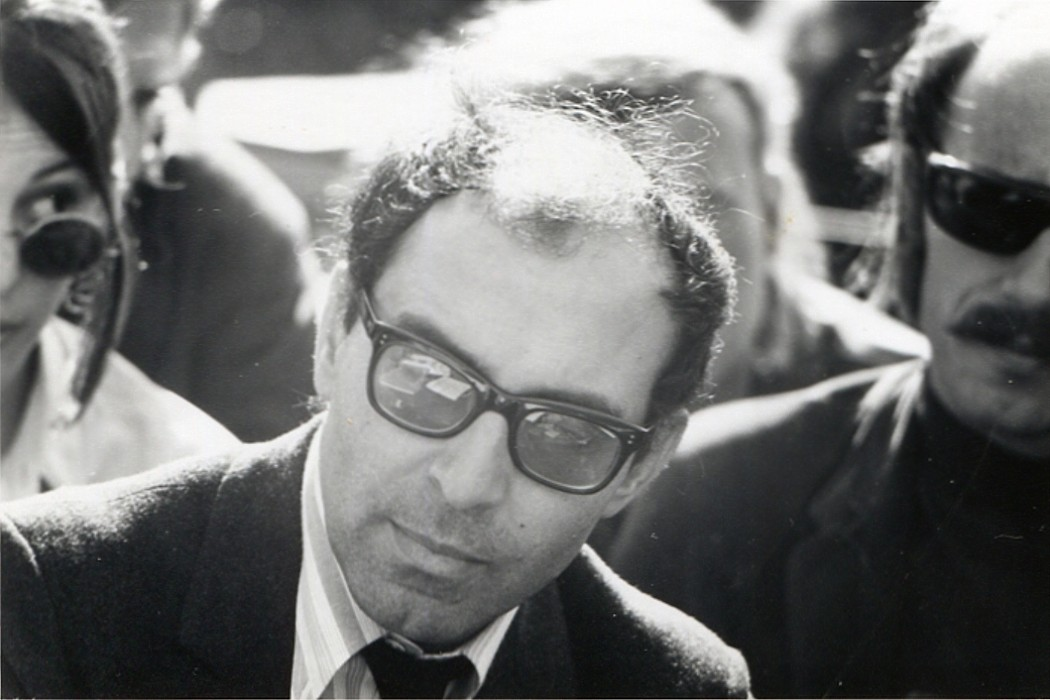
Jean-Luc Godard, guanyador de l'Os d'Or.

El jurat va atorgar els següents premis:
- Os d'Or: Alphaville de Jean-Luc Godard
- Os de Plata a la millor direcció: Satyajit Ray per Charulata
- Os de Plata a la millor interpretació femenina: Madhur Jaffrey per Shakespeare Wallah
- Os de Plata a la millor interpretació masculina: Lee Marvin per Cat Ballou
- Os de Plata Premi Extraordinari del Jurat: 
  - Repulsion de Roman Polanski
  - Le bonheur d'Agnès Varda
- Menció especial: Walter Newman i Frank Pierson per Cat Ballou
- Premi Festival de la Joventut
  - Millor pel·lícula adaptada per la joventut: Pajarito Gómez de Rodolfo Kuhn
- Premi Pel·lícula Juvenil- Menció honorífica
  - Millor curtmetratge per la joventut: Das Boot von Torreira d'Alfred Ehrhardt
  - Millor pel·lícula per la joventut: Cat Ballou d'Elliot Silverstein
- Premi FIPRESCI
  - Repulsion de Roman Polanski
- Premi FIPRESCI Award - Menció honorífica
  - Kärlek 65 de Bo Widerberg
- Premi OCIC 
  - Charulata de Satyajit Ray
- Premi UNICRIT Award
  - Třicet jedna ve stínu de Jiří Weiss